# Derde Heilige Oorlog

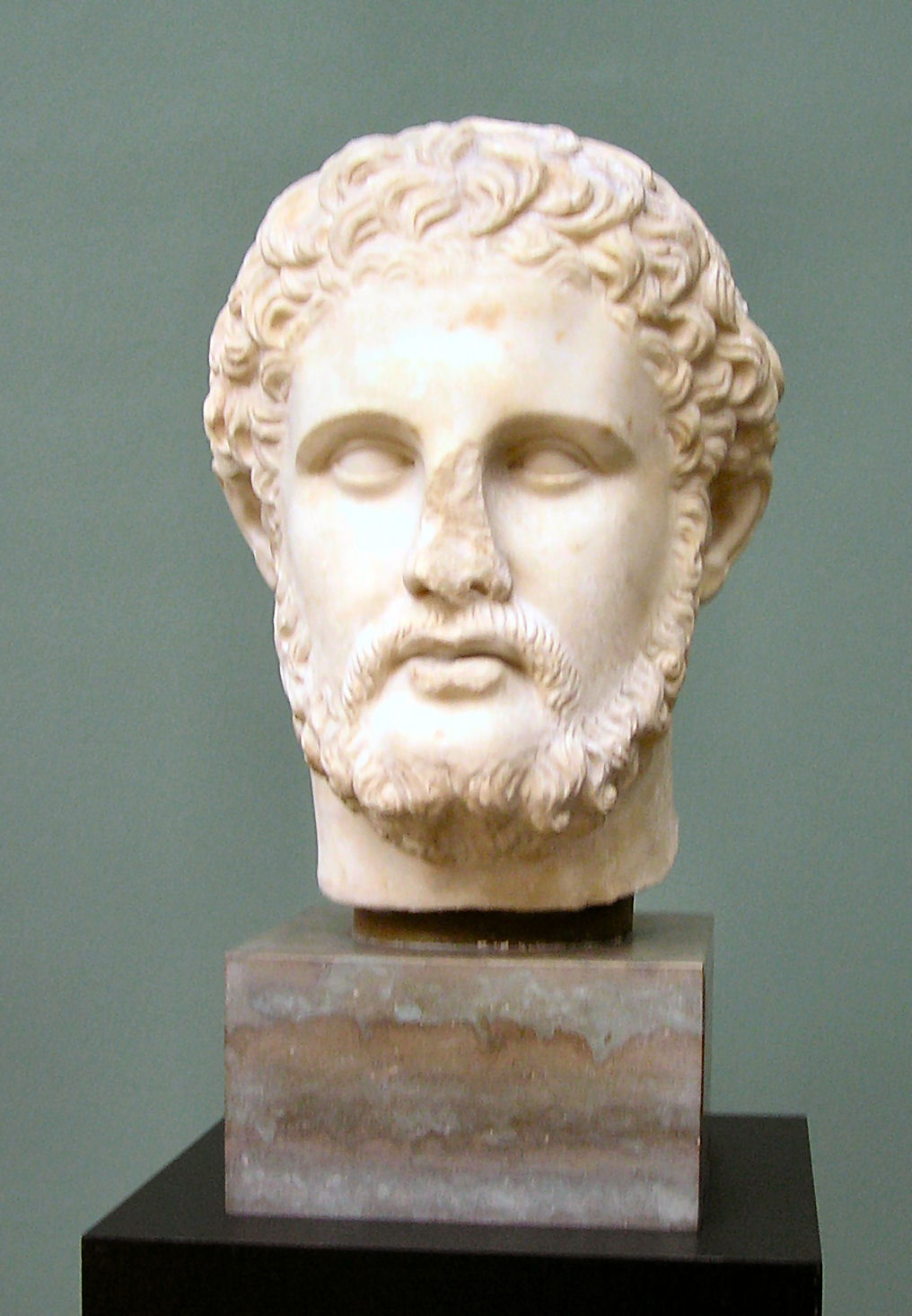
Philippus II van Macedonië

De Derde Heilige Oorlog in het oude Griekenland was heel wat complexer dan de Eerste en Tweede Heilige Oorlog, door het grote aantal staten en machtsblokken dat erbij betrokken raakte.
Omdat de Phociërs begonnen waren voor eigen rekening de akkers te bebouwen die aan het heiligdom van Delphi toebehoorden, riep de Delphische Amphictionie de hulp in van Thebe om dit onrecht te wreken.
De oorlog begon in de nazomer van 355. Phocis kon aanvankelijk rekenen op de hulp van Athene, Sparta en Achaea, en lichtte, met geld uit de tempelschat "geleend", hulptroepen tegen Thebe en zijn bondgenoten. Op die manier slaagden de Phociërs erin, door te dringen in Boeotisch en Thessalisch grondgebied, waarop Thebe en Thessalië op hun beurt een beroep deden op Philippus II van Macedonië. Deze toonde zich maar al te bereid, want hij zag in deze interventie de lang verwachte gelegenheid om zich met de zaken van Midden-Griekenland te gaan bemoeien.
Uiteindelijk moesten de Phociërs zich in 346 v.Chr. aan Philippus overleveren: ze moesten een bezetting dulden en een zware boete betalen. Hierdoor kreeg Macedonië, dat slechts eigenbelang nastreefde, eindelijk vaste voet in Midden-Griekenland. Dat was het begin van het einde voor de autonomie van de Griekse stadstaten.
Eerste · Tweede · Derde · Vierde